# Nakhon Ratchasima (província)
Nakhon Ratchasima é uma província da Tailândia. Sua capital é a cidade de Nakhon Ratchasima.

## Distritos
A província está subdividida em 26 distritos (amphoes) e 6 subdistritos (king amphoes ). Os distritos e subdistritos estão por sua vez divididos em 293 comunas (tambons) e estas em 3423 povoados (moobans).

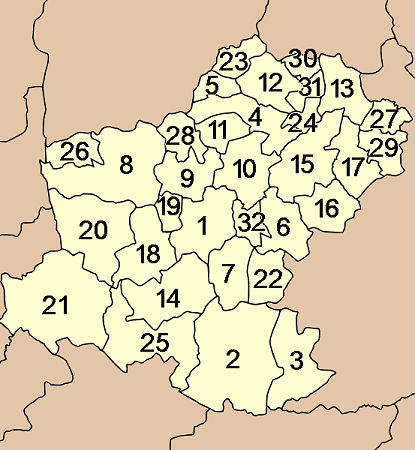
Distritos da província

| Amphoe | | King Amphoe                                                                  |
| --- | --- | ---------------------------------------------------------------------------- |
| 1. Nakhon Ratchasima 2. Khon Buri 3. Soeng Sang 4. Khong 5. Ban Lueam 6. Chakkarat 7. Chok Chai 8. Dan Khun Thot 9. Non Thai 10. Non Sung 11. Kham Sakaesaeng 12. Bua Yai 13. Prathai | 1. Pak Thong Chai 2. Phimai 3. Huai Thalaeng 4. Chum Phuang 5. Sung Noen 6. Kham Thale So 7. Sikhio 8. Pak Chong 9. Nong Bunnak 10. Kaeng Sanam Nang 11. Non Daeng 12. Wang Nam Khiao 1. Chaloem Phra Kiat | 1. Thepharak 2. Yang 3. Phra Thong Kham 4. Lam Thamenchai 5. Bua Lai 6. Sida |